# Schlacht bei Pavia (1512)

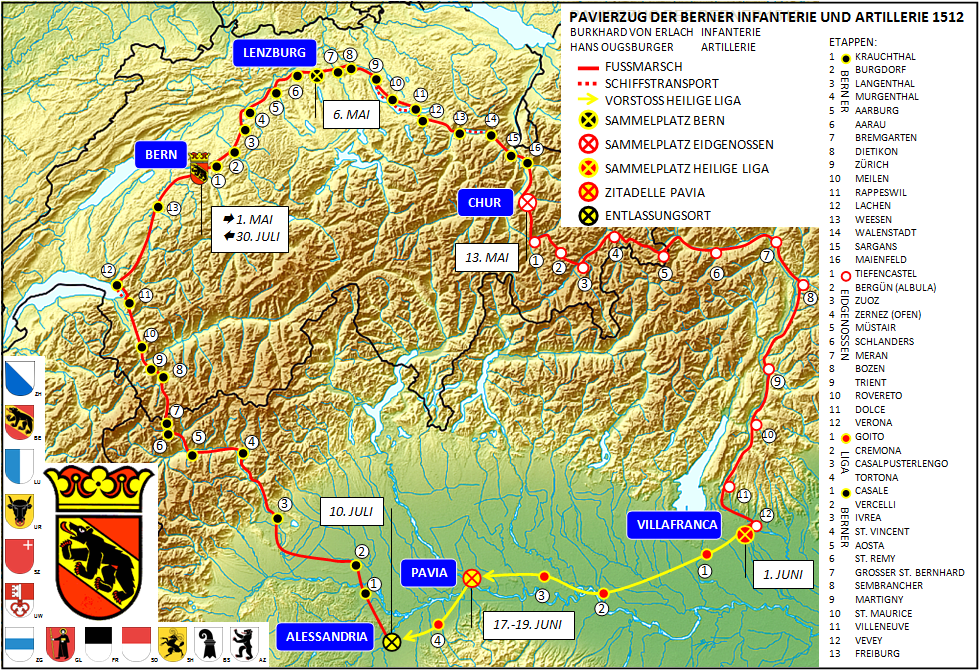
Der Pavierzug 1512

Die erste Schlacht bei Pavia fand vom 17. bis 19. Juni 1512 im Rahmen des Kriegs der Heiligen Liga zwischen Frankreich auf der einen und einem Bündnis aus der Republik Venedig, dem Herzogtum Mailand und der Alten Eidgenossenschaft auf der anderen Seite statt. Die Niederlage zwang die Franzosen, die Lombardei zu verlassen und brachte dem enterbten Massimiliano Sforza die Macht in Mailand ein.

## Hintergrund
Die Heiliga Liga von 1511 zwischen Spanien, Venedig und dem Papst hatte dafür gesorgt, dass die spanischen Truppen des Königreichs Neapel im Februar 1512 Bologna für Papst Julius II. zurückerobern konnten. Die militärischen Kapazitäten Frankreichs waren jedoch so groß, dass Kaiser Maximilian I. einsah, sich aktiv an diesem Bündnis beteiligen zu müssen, um nicht seine norditalienischen Besitzungen zu riskieren, und als Voraussetzung dazu am 6. April 1512 einen Friedensvertrag mit der Republik Venedig unterzeichnete. Der Vertrag veranlasste Maximilian, sich mit den Schweizer Konföderierten auf die Bereitstellung eines Infanteriekontingents zu einigen (die Verhandlungen fanden über eine Schweizer Gesandtschaft in Venedig statt), während die Schweizer Kavallerie, Artillerie und Geld zur Verfügung stellten, mit dem Ziel, die Franzosen aus der Lombardei zu vertreiben und die Sforza wieder in Mailand zu installieren. Während der Verhandlungen fand am 12. April 1512 die Schlacht bei Ravenna statt, die die päpstlich-spanische Seite zwar verlor, die französische aber erheblich schwächte.

## Der Weg nach Pavia

### Die Armee der Liga
Am 10. Mai 1512 kam ein Korps von 42 Kompanien aus 20.000 Schweizer Soldaten und 15 im Schwabenkrieg von 1499 erbeuteten Feldschlangen unter dem Kommando von Matthäus Schiner, Giampaolo Baglioni, Ulrich von Hohensax und Sebastian von Diesbach bei Chur zusammen. Am 14. Mai brachen sie auf, erreichten am 19. Mai Trient und am 21. Mai Verona. Am 30. Mai marschierten sie Richtung Villafranca di Verona, wo sich ihnen venezianische Truppen anschlossen: 550 Soldaten, 1.200 leichte Kavalleristen und 4.000 Infanteristen mit 6 Kanonen und 3 Feldschlangen.

### Die französische Armee
Die französische Armee unter dem Kommando von Gian Giacomo Trivulzio, dem Gouverneur von Mailand, und Jacques de La Palice, bestehend aus 8.000 Infanteristen und 800 Reitern, zog sich von Verona zurück, räumte die von ihnen besetzten Orte in Venetien und zog in westlicher Richtung in Richtung Lombardei ab, um bei Pontevico am Fluss Oglio Widerstand zu leisten. Auf dem Weg wurden sie fast bei Valeggio sul Mincio an der Grenzen zwischen Venetien und der Lombardei gefangen genommen, aber sie schafften dann die Strecke doch ohne nennenswerte Verluste.
Am 4. Juni befand sich der Großteil der Franzosen in Pontevico, die Armee der Liga hingegen nördlich davon in der Provinz Brescia, von wo aus sie die feindliche Etappe mit leichter Kavallerie angriff. La Palice beschloss, den Rückzug fortzusetzen, um sich dem Feind bei Pizzighettone zu stellen, bevor er den Fluss Adda überquerte, wo Verstärkungen unter Teodoro Trivulzio, einem Verwandten des Gouverneurs, standen. An den Ufern des Flusses standen beide Heere, Verfolger und Verfolgte, am 10. Juni nahe beieinander.
Die Franzosen begannen mit dem Bau einer Befestigung, wurden aber von der venezianischen Artillerie gezwungen, diese aufzugeben. Die Flussüberquerung der Armee der Liga wurde dadurch erschwert, dass eine Brücke fast zusammenbrach, was den Weitermarsch um zwei Tage verzögerte. Als die Armee der Liga dann eintraf, erhoben sich die Mailänder und vertrieben die Franzosen und ihr Gouvernement.
Als die sich zurückziehende französische Armee vor den Toren Pavias eintraf, wurde ihnen der Zutritt zur Stadt verweigert. Die Truppen drangen in den Parco Mirabello ein, ein großes Gehege an der Stadtmauer, das als Jagdrevier der Herzöge von Mailand unterhalten wurde, und griffen von hier aus das Stadttor an, das ihnen den Weg nach Pavia hinein versperrte.

## Die Schlacht
Am 15. Juni 1512 wurde die Artillerie im Park aufgestellt, um die Mauern der Zitadelle zum Einsturz zu bringen, damit die französischen Streitkräfte eindringen und die Verteidiger angreifen konnten. Am 18. Juni überquerten die Truppen der Liga den Fluss Ticino per Boot, um die Belagerung der Stadt zu verschärfen. Die Franzosen verteidigten sich mit der Kavallerie und die Schweizer und die italienischen Infanteristen mussten sich zurückziehen, während das venezianische Militär damit begann, eine Behelfsbrücke zu bauen.
Als die Truppen des französischen Königs beinahe umzingelt waren, verließen sie Pavia über die Steinbrücke, welche die Stadt mit dem gegenüberliegenden Ufer verband. Sie flohen Richtung Alessandria, in der Absicht, den Po bei Valenza zu überqueren. 1.500 Landsknechte desertierten in der Zeit, um nach Deutschland zurückzukehren.
Die Armee der Liga nahm die Verfolgung der Franzosen auf, tötete eine große Zahl von Soldaten und zwang die anderen zu einer verzweifelten Überquerung des Po, wobei viele Infanteristen ertranken. Die übrigen Angehörigen der französischen Armee wurden weder in Alessandria noch in Asti aufgenommen und setzen den Marsch fort, bis sie französisches Territorium erreichten.

## Folgen
Am 20. Juni 1512 versicherten die Mailänder der Heiligen Liga und dem rechtmäßigen Erben des Herzogtums, Massimiliano Sforza, ihre Treue und Verbundenheit.
Die Schweizer Truppen erhielten für ihren Einsatz ein Monatsgehalt, die dafür benötigten 50.000 Dukaten mussten zum größten Teil von den Bürgern von Pavia als Abstandszahlungen aufgebracht werden, um nicht geplündert zu werden.
Die Garnison von Brescia verschwendete keine Zeit damit, auf sicheres Geleit zu warten, sondern verließ die Stadt, für die sie verantwortlich war. Die Garnisonen von Novara und Cremona hielten die Orte im Namen des Königs von Frankreich, bis sie Ende des Jahres eingenommen wurden; sie gingen nominell in Mailänder Gefangenschaft, Massimiliano Sforza übergab sie aber bald seinen kostspieligen Schweizer Verbündeten als Geiseln.
1513 versuchten die Franzosen, die Lombardei zurückzuerobern, wurden aber am 6. Juni in der Schlacht bei Novara besiegt. Sie setzten ihre Bemühungen fort, bis es ihnen am 13./14. September 1515 in der Schlacht bei Marignano gelang, die Schweizer zu schlagen. Am 29. November 1516 beendeten Schweizer und Franzosen ihre Feindseligkeiten mit dem Abschluss des Ewigen Friedens.